# Land Rover Series
Land Rover Series I, II і III — позашляховики британської компанії Land Rover. Автомобіль першої серії був побудований під враженням Jeep Willys і дебютував на автосалоні в Амстердамі 1948 року в кількості трьох примірників. Перший Ленд Ровер вийшов на ринок з бензиновим мотором 1.6 л потужністю 51 к.с., чотириступінчастою «механікою» і двоступеневою раздаткою. Пізніше перша серія обзавелася бензиновими і дизельними моторами 2.0 л. У 1992 році компанія Land Rover заявила, що 70% усіх транспортних засобів цього типу ще використовується.
Підвіска в залежності від серії була або повністю залежна з листовими ресорами, або з передньою незалежною — пружинною. Всі моделі мають постійний привід на чотири колеса (4WD) і невелика частина тільки з переднім. Всі три моделі можуть бути запущені з передньої ручки і мають вал відбору потужності для додаткового обладнання. Автомобілі рамної конструкції різної колісної бази, встановлювалися з кузовами універсал 3 і 5 дверними і пікап з 2 або 4 дверима. На базі машин другої серії випускалися легкі вантажівки безкапотного компонування під назвами Land Rover Forward і Land Rover Series IIB.
Всього було випущено понад 5 мільйонів автомобілів. Кожна серія мала кілька модифікацій. Автомобіль був основним транспортним засобом армії Великої Британії і ще більше 50-ти країн світу. Використовувався так само правоохоронними органами, науковими організаціями, продавався цивільному населенню. Виготовлявся за ліцензією в Австралії і Бельгії і мав назву «Мінерва». Досі використовуються в арміях ряду країн (зокрема Омана і Тонга) та приватними особами.

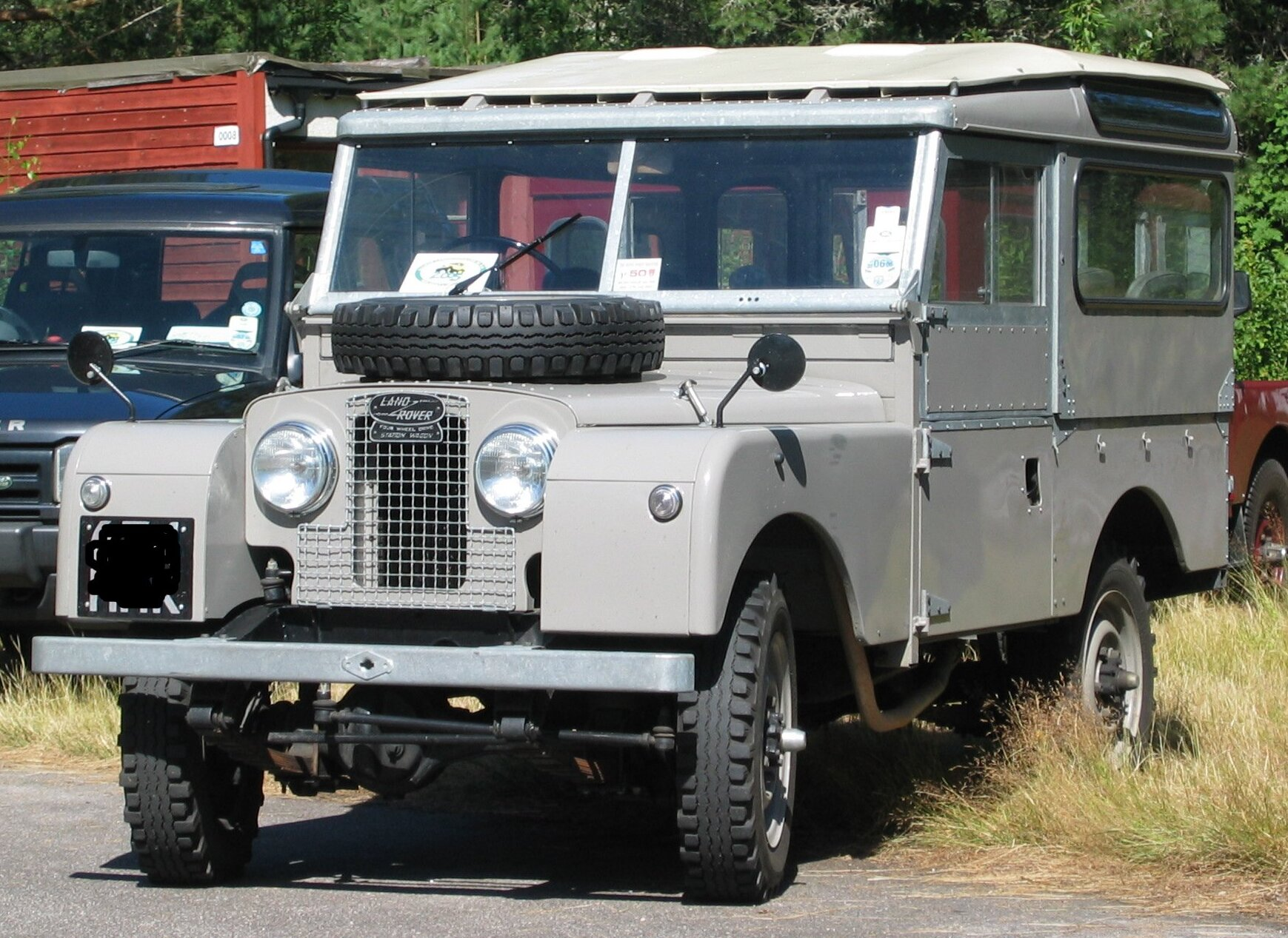
Land Rover Series I (1948–1958)
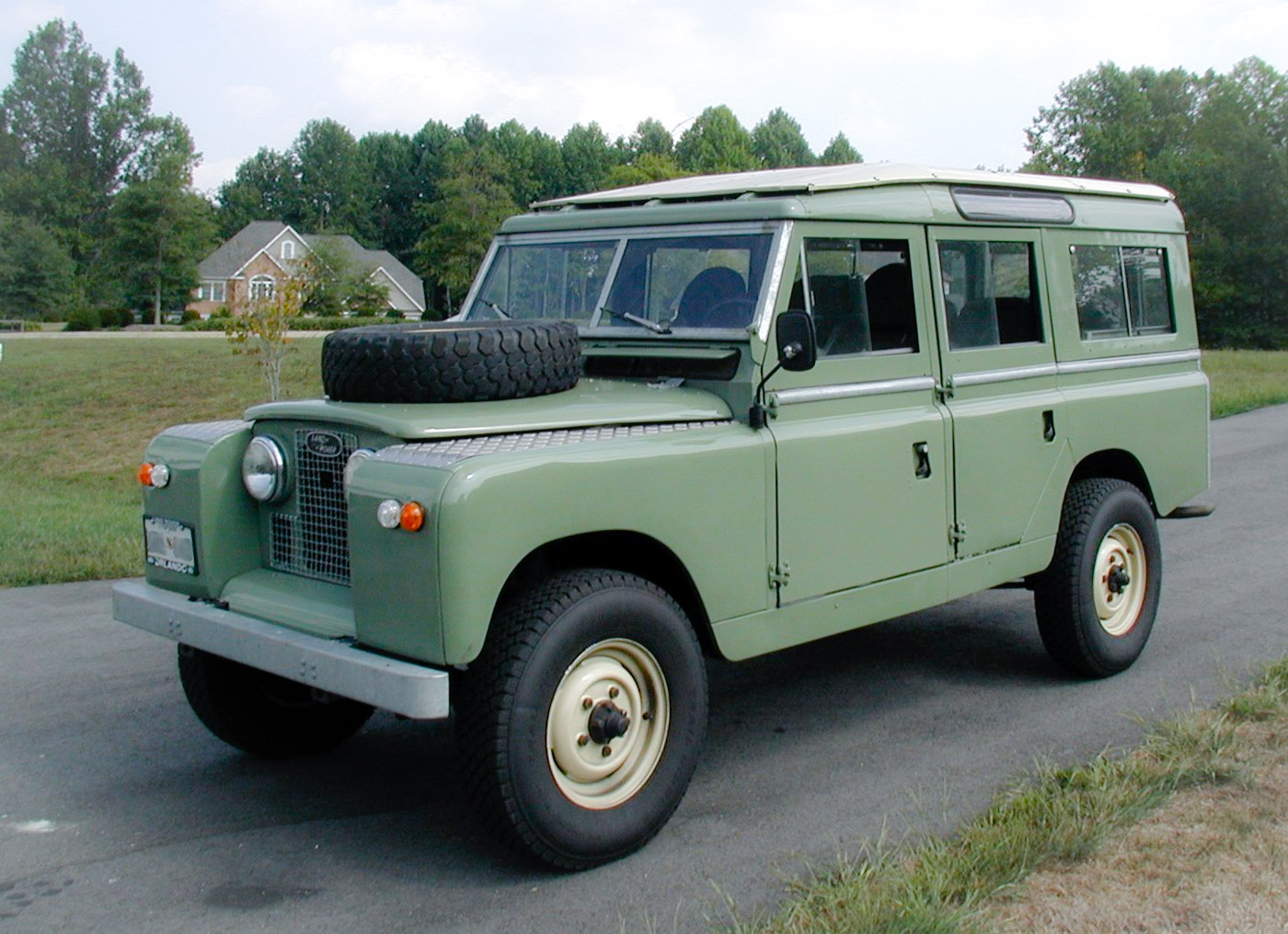
Land Rover Series II (1958–1971)
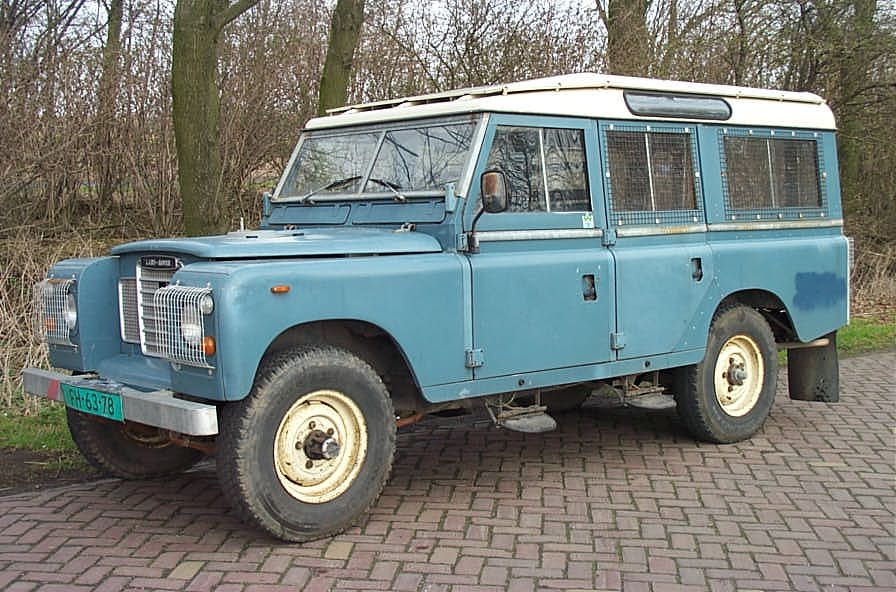
Land Rover Series III (1971–1985)

## Перше покоління (1948–1958)
- 1.6 L I4 (1948–1951)
- 2.0 L I4 (1950-1958)
- 2.0 L diesel I4 (1957–1958)

## Друге покоління (1958–1971)
- 2.0 L I4
- 2.25 L I4
- 2.0 L I4 diesel

## Третє покоління (1971–1985)
- 2.25 L I4 73 к.с.
- 2.6 L I6 86 к.с.
- 3.5 L V8 91 к.с.
- 2.25 L I4 (Diesel) 62 к.с.